# Maurice Escande
Pour les articles homonymes, voir Escande.
Maurice Escande est un acteur français, né le 14 novembre 1892 à Paris et mort le 10 février 1973 dans la même ville.

## Biographie
Après avoir pris des leçons de Denis d'Inès, Maurice Escande remporte en 1912 au Conservatoire, dans la classe de Raphaël Duflos, un premier prix de Comédie et un second prix de tragédie, et débute à au théâtre de l'Odéon.
Le service militaire puis la Première Guerre mondiale interrompent un temps sa carrière. Appelé au service dans l'infanterie en octobre 1913, il est blessé par éclat d'obus au flanc gauche le 29 septembre 1914 à Champien. Caporal brancardier depuis mai 1915, il est de nouveau blessé par balle à la jambe gauche le 26 juillet 1916 dans la Somme. Il se distingue assez pour obtenir une citation qui lui vaut la croix de guerre, et sera plus tard président de l'Association des comédiens combattants. Devenu inapte à faire campagne, il est placé en sursis d'appel à partir de novembre 1916 en qualité d'artiste au théâtre de l'Odéon et ce jusqu'à la fin de la guerre.
En 1918, il est engagé à la Comédie-Française, où il débute dans le Monde où l'on s'ennuie d'Édouard Pailleron et dans les rôles classiques : Hippolyte de Phèdre, Pyrrhus d’Andromaque, Rodrigue du Cid, Curiace d'Horace, Sévère de Polyeucte, Didier de Marion Delorme, entre autres.
Élégant, doué d'une voix musicale, il interprète avec panache les princes de tragédie et les amoureux de comédie, où il joue de son charme et de sa désinvolture. Des petits marquis de Molière aux grands premiers rôles du répertoire, il s'impose par une diction parfaite et une aisance policée. Dans le répertoire moderne, il joue les séducteurs et les aristocrates.
En 1925, sur le point d'être nommé sociétaire, il quitte la Comédie-Française pour une escapade de huit années pendant lesquelles il va jouer sur les boulevards des auteurs contemporains comme Giraudoux (Judith), Jules Romains (Le Roi masqué) avec Louis Jouvet, ou encore Léopold Marchand et Henri Decoin. Sollicité par Cécile Sorel pour jouer avec elle dans La Dame aux camélias lors de sa soirée d'adieu, il rentre et est nommé sociétaire en 1936. Metteur en scène, sa prédilection va vers Racine, dont il a monté plusieurs tragédies, Musset et Marivaux, dont la sensibilité et l'élégance s'accordent à son tempérament. Il fait redécouvrir Suréna de Pierre Corneille dont il monte aussi Cinna et Polyeucte.

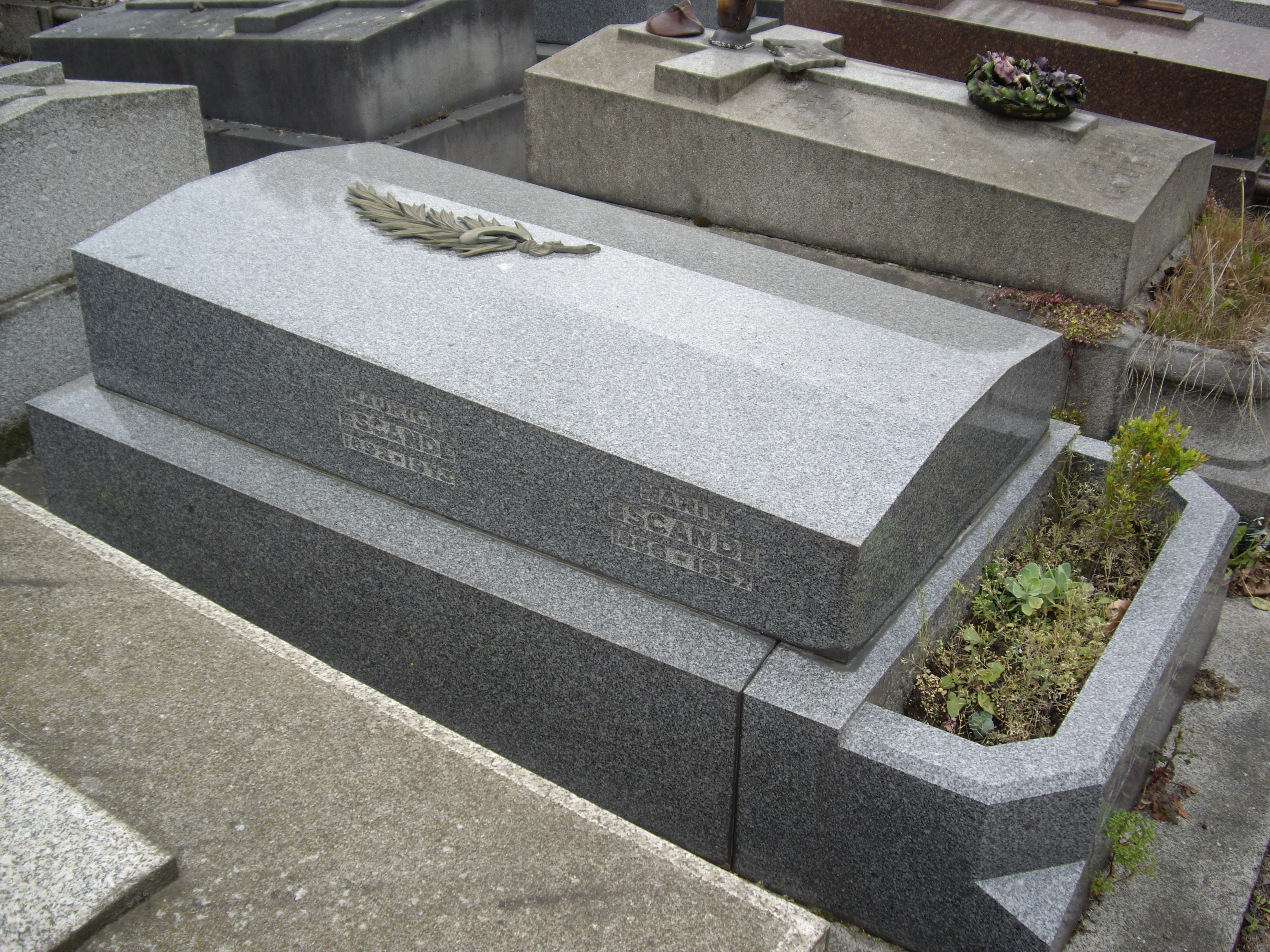
Tombe de Maurice Escande au cimetière de Montrouge.

Doyen depuis 1956, il est appelé à remplacer en 1960, l'administrateur Claude Bréart de Boisanger, et devient le premier administrateur-comédien. Ses dix années de mandature constituent une période de travail intense, ouvrant de nouvelles perspectives à la Comédie-Française : de nombreux metteurs en scène français et étrangers sont appelés à y travailler, des auteurs très contemporains, comme Audiberti, Ionesco et Schehadé, sont représentés. En tant que sociétaire honoraire, il joue encore quelques-uns de ses rôles de prédilection jusqu'en 1971, ceux d'Orgon du Jeu de l'amour et du hasard, et d'Auguste de Cinna.
Professeur, il a formé de nombreux comédiens, parmi lesquels Jean Chevrier, Georges Marchal, Jacques Charon, Jacques Dacqmine, Serge Reggiani, Michel Bouquet, Micheline Boudet, Louise Conte, entre autres. Au cinéma, il a tourné dans quelque soixante-dix films dont le premier avant la guerre de 1914-1918. Dans le dernier, Martin soldat de Michel Deville, on le voyait dans son propre rôle d'administrateur général de la Comédie-Française.
Son nom fut donné à la salle de répétition aménagée dans les sous-sols de la Comédie-Française et reproduisant les conditions exactes de la scène.
Maurice Escande est enterré au cimetière de Montrouge. Il a épousé en 1920 la comédienne Mary Marquet, dont il a divorcé en 1921.

## Formation
- Cours Denis d'Inès.
- Conservatoire national supérieur d'art dramatique, classe de Raphaël Duflos.
- Concours de juillet 1912 :
  - 1er prix de Comédie ;
  - 2e prix de Tragédie.

## Théâtre

### Comédie-Française
- Entrée à la Comédie-Française en 1918 ; départ le 31 décembre 1925.
- Retour le 1er mars 1934.
- 390e Sociétaire en 1936 ; départ en 1946 ; retour en 1948.
- Doyen de 1956 à 1960.
- Sociétaire honoraire le 1er janvier 1960.
- Administrateur général de 1960 à 1970.

### Rôles
1. Melchior de Boines, Le Monde où l'on s'ennuie, Édouard Pailleron, 13 juillet 1918
2. Hippolyte, Phèdre, Jean Racine, 17 juillet 1918-1935 (débuts, 21 fois)
3. Fabian, Polyeucte, Pierre Corneille, 18 juillet 1918
4. Jacquemin, Le Flibustier, Jean Richepin, 23 juillet 1918
5. Montazgo, Ruy Blas, Victor Hugo, 28 juillet 1918
6. Pierre Morain, Le Marquis de Priola, Henri Lavedan, 8 septembre 1918
7. d'Andely, La Marche nuptiale, Henry Bataille, 10 septembre 1918
8. le Maître de danse, Il ne faut jurer de rien, Alfred de Musset, 23 septembre 1918
9. de Méricourt, Mercadet, Honoré de Balzac, 26 septembre 1918
10. Roger de Céran, Le Monde où l'on s'ennuie, Édouard Pailleron, 18 octobre 1918
11. Don Manuel Arias, Ruy Blas, Victor Hugo, 20 octobre 1918
12. Hardré, La Fille de Roland, Henri de Bornier, 24 octobre 1918
13. Crésus, Ésope, Théodore de Banville, 26 octobre 1918
14. Zéphire, Psyché, Molière, Pierre Corneille et Philippe Quinault (fragments), 19 novembre 1918
15. Du Croisy, Les Précieuses ridicules, Molière, 23 novembre 1918
16. Corydon, Les Uns et les autres, Paul Verlaine, 3 décembre 1918
17. Amphitryon, Amphitryon, Molière, 15 janvier 1919
18. Andrès, L'Étourdi, Molière, 2 février 1919
19. Langeac, Les Marionnettes, Pierre Wolff, 21 février 1919
20. Lord Slada, Mangeront-ils?, Victor Hugo, 26 février 1919
21. Guillaume, Le Chandelier, Alfred de Musset, 27 avril 1919
22. Nérestan, Zaïre, Voltaire, 8 mai 1919
23. Farizet, L'Indiscret, Edmond Sée, 16 juin 1919
24. Fillon, Les Sœurs d'amour, Henry Bataille, 18 juin 1919
25. de Valmont, Les Marionnettes, Pierre Wolff, 7 juillet 1919
26. Procule, Horace, Pierre Corneille, 13 juillet 1919
27. le Comte de Camporéal, Ruy Blas, Victor Hugo, 24 juillet 1919
28. un Monsieur, Le Marquis de Priola, Henri Lavedan, 24 juillet 1919
29. Don Sanche, Le Cid, Pierre Corneille, 31 juillet 1919-1925 (13 fois)
30. De Clénord, Notre jeunesse, Alfred Capus, 14 août 1919
31. Lucien, Le Testament de César Girodot, Adolphe Belot et Pierre Villetard, 21 août 1919
32. Landry, Le Chandelier, Alfred de Musset, 9 septembre 1919
33. Alcidas, Le Mariage forcé, Molière, 30 octobre 1919
34. Drusus, L'Hérodienne, Albert du Bois, 13 novembre 1919
35. Chœur des jeunes gens, On ne badine pas avec l'amour, Alfred de Musset 18 décembre 1919
36. Comte de Gançay, Le Prince d'Aurec, Henri Lavedan, 29 décembre 1919
37. Marc-Antoine, La Mort de Pompée, Pierre Corneille, 1920-1921 (2 fois)
38. Tybalt, Juliette et Roméo, André Rivoire d'après William Shakespeare, 1920
39. Pharnace, Mithridate, Jean Racine, 1920-1924 (9 fois)
40. Serquigny, Les Deux Écoles d'Alfred Capus, 9 novembre 1920
41. Curiace, Horace, Pierre Corneille, 1920 ; reprise dans une mise en scène de Mary Marquet, 16 mai 1944 (17 fois)
42. Sévère, Polyeucte, Pierre Corneille, 1920-1949 (56 fois)
43. Jean Reynaud, L'Abbé Constantin, Hector Crémieux et Pierre Decourcelle, 1920
44. Sandro, Le Luthier de Crémone, François Coppée, 1920
45. Don Rodrigue, Le Cid, Pierre Corneille, 1920-1928 (18 fois)
46. Pyrrhus, Andromaque, Jean Racine, 1920-1955 (110 fois)
47. Léandre, Les Fourberies de Scapin, Molière, 1920
48. Octave, Les Caprices de Marianne, Alfred de Musset, 1920
49. Jean Raidzell, Paraître, Maurice Donnay, 1920
50. Le Vicomte Georges de Chambry, Maman Colibri, Henry Bataille, 1921
51. Etchepare, La Robe rouge, Eugène Brieux, 1921
52. Glaucos, La Mort enchaînée, Maurice Magre, 1921
53. Agrippa, Cléopâtre, André-Ferdinand Hérold d'après Plutarque et Shakespeare, 22 mai 1921
54. Le comte Almaviva, Le Barbier de Séville, Beaumarchais, 1921
55. Clitandre, Le Misanthrope, Molière, 1921
56. Alcandre, Les Fâcheux, Molière, 1921
57. Iphicrate, Les Amants magnifiques, Molière, 21 janvier 1922
58. un Nécessaire, L'Impromptu de Versailles, Molière, 23 janvier 1922
59. de Brécy, Le Paon de Francis de Croisset, 19 février 1922
60. Blondet, Vautrin, Edmond Guiraud d'après Honoré de Balzac, 12 mai 1922
61. Ménécée, Les Phéniciennes, Georges Rivollet d'après Euripide, 1922
62. Léandre, Le Médecin malgré lui, Molière, 1922
63. Le marquis de Presles, Le Gendre de Monsieur Poirier, Émile Augier et Jules Sandeau, 1922
64. Hernani, Hernani, Victor Hugo, 1922-1925 (9 fois)
65. Néarque, Polyeucte, Pierre Corneille, 1922
66. Valère, Tartuffe ou l'Imposteur, Molière, 1922
67. Britannicus, Britannicus, Jean Racine, 1922-1925 (7 fois)
68. Lucien Garraud, Les affaires sont les affaires, Octave Mirbeau, 1922
69. Didier, Marion Delorme, Victor Hugo, 1922
70. Didier Maravon, La Course du flambeau, Paul Hervieu, 1922
71. Marcel, Le Carnaval des enfants, Jean Sarment, 1923
72. Roger de Monclars, Les Marionnettes, Pierre Wolff, 1923
73. Philippe Lavergne, Le Soupçon, Paul Bourget, 1923
74. Saint-Vast, Poliche, Henry Bataille, 1923
75. le Poète, La Nuit d'octobre, Alfred de Musset, 1923
76. Antiochus, Bérénice, Jean Racine, 24 décembre 1923 au 6 novembre 1957 = 27 fois
77. Prinzivalle, Monna Vanna, Maurice Maeterlinck, 1924
78. La Grange, Molière et son ombre, Jacques Richepin, 1922
79. le Poète, La Nuit d'août, Alfred de Musset, 1924
80. le Duc, Louison, Alfred de Musset, 1924
81. Vivarce, L'Énigme, Paul Hervieu, 1924
82. Lucien de Riverolles, Francillon, Alexandre Dumas fils, 1924
83. Valère, Horace, Pierre Corneille, 1924
84. Filippo, Le Luthier de Crémone, François Coppée, 1924
85. le Duc, Quitte pour la peur (pièce reprise en mars 1936), Alfred de Vigny, 1924
86. le Poète, La Nuit de mai, Alfred de Musset, 1924
87. Décimus Juvénal, L'Hérodienne, Albert du Bois, 1924
88. Bertrand Lemurier, La Reprise, Maurice Donnay, 1924
89. le baron de Steinberg, Bettine, Alfred de Musset, 1925
90. Thésée, Œdipe à Colone, Georges Rivollet d'après Sophocle, 1925
91. Le Prince, La Nuit des amants, Maurice Rostand, 26 mai 1925
92. Don Juan, Dom Juan, Molière, 1925 (4 fois)
93. le Vicomte, La Comtesse d'Escarbagnas, Molière, 1925
94. Soliman II, Les Trois Sultanes, Charles-Simon Favart, 1925
95. Henri, Les Limites du cœur, André Beaunier, 1925
96. Monsieur de Chavigny, Un caprice, Alfred de Musset, 1925
97. Kin-Fô, Les Tribulations d'un Chinois en Chine, Claude Farrère et Charles Méré, 1931
98. Perdican, On ne badine pas avec l'amour, Alfred de Musset, 23 mars 1934
99. Fortinbras, Hamlet, William Shakespeare - Paul Morand et Marcel Schwob, 25 avril 1934
100. Lucien Rivolet, L'Indiscret, Edmond Sée, 28 mai 1934
101. un seigneur volaque, Coriolan, William Shakespeare - René-Louis Piachaud, 12 juin 1934
102. L'amour, Une nuit d'automne, Jean Valmy-Besse, 1er octobre 1934
103. Le Poète, L'Offrande, Gaston Sorbets, 11 novembre 1934
104. Pierre Strozzi, Lorenzaccio, Alfred de Musset, 22 décembre 1934
105. Louis XV, Madame Quinze, Jean Sarment, 20 février 1935
106. De Neipperg, Madame Sans Gêne, Victorien Sardou et Émile Moreau, 2 septembre 1935
107. Alfred de Musset, L'Impromptu de Paris, Jean Sarment, 30 octobre 1935
108. Clitandre, Les Femmes savantes, Molière, 7 novembre 1935
109. Assuérus, Esther, Jean Racine, 10 décembre 1935
110. Challange, Aimer, Paul Géraldy, 4 février 1936 ; reprise 18 décembre 1948
111. Bolivar, Bolivar, Jules Supervielle, 1er mars 1936
112. Pierre de Lancrey, Primerose, Robert de Flers et Gaston Arman de Caillavet, 29 mars 1936
113. Jésus, La Passion, Edmond Haraucourt, 8 avril 1936
114. Lucien de Versannes, L'Âne de Buridan, Robert de Flers et Gaston Arman de Caillavet, 9 juin 1936
115. Marcelin Lézignan, La Jalousie, Sacha Guitry, 24 juillet 1936
116. Commandant Max Gilet, La Rabouilleuse, Émile Fabre d'après Honoré de Balzac, 4 novembre 1936
117. Clavaroche, Le Chandelier, Alfred de Musset, mise en scène de Gaston Baty, 18 décembre 1936
118. Titus, Bérénice, Racine, 11 janvier 1937 au 15 mai 1956 (23 fois + 2 fois en tournée officielle)
119. Bajazet, Bajazet, Jean Racine, mise en scène Jacques Copeau, 24 mai 1937 au 28 mars 1949 (33 fois + 4 fois en tournée officielle)
120. Giaour, Le Simoun, Henri-René Lenormand, mise en scène Gaston Baty, 22 juin 1937
121. Dorante, Les Fâcheux, Molière, 14 novembre 1937
122. Cléante, Le Malade imaginaire, Molière, 13 décembre 1937
123. Gilles, Le Voyageur et son ombre, Paul Morand, 20 décembre 1937
124. Dorante, Le Jeu de l'amour et du hasard, Marivaux, 2 janvier 1938
125. Dorante, Les Fausses Confidences, Marivaux, mise en scène Maurice Escande, 7 mars 1938
126. Dorante, Le Bourgeois gentilhomme, Molière, 7 avril 1938 ; reprise, 22 mars 1944
127. Achille, Iphigénie, Racine, mise en scène Marie Ventura, 9 mai 1938
128. Beaulieu, Tricolore, Pierre Lestringuez, mise en scène Louis Jouvet, 13 octobre 1938
129. Narcisse, Britannicus, Racine, mise en scène Jean Yonnel, 28 novembre 1938-28 septembre 1954 (26 fois)
130. Comte de Guiche, Cyrano de Bergerac, Edmond Rostand, mise en scène Pierre Dux, 18 décembre 1938 au 28 décembre 1949 (135 fois)
131. Henry de Navarre, Les Trois Henry, André Lang, 21 mars 1939
132. Pilate, A souffert sous Ponce-Pilate, Paul Raynal, mise en scène René Alexandre, 26 avril 1939
133. L'Offrande, Gaston Sorbets, 3 juin 1939
134. Sérignan, La Belle Aventure, Robert de Flers, Gaston Arman de Caillavet et Emmanuel Arène, 14 octobre 1939
135. André d'Éguzon, La Belle Aventure, Robert de Flers, Gaston Arman de Caillavet et Emmanuel Arène, 19 novembre 1939
136. Clitandre, George Dandin, Molière, 26 novembre 1939
137. Julien, Martine, Jean-Jacques Bernard, 26 décembre 1939
138. Christian de Neuvilette, Cyrano de Bergerac, Edmond Rostand, mise en scène Pierre Dux, 10 février 1940 au 19 octobre 1940 = 23 fois
139. Les Rayons et les Ombres, Victor Hugo, 16 mai 1940
140. Néron, Britannicus, Racine, 21 décembre 1940-1942 (4 fois)
141. Don Alphonse d'Este, Lucrèce Borgia, Victor Hugo, 1er mars 1941 ; reprise 2 juillet 1948
142. Suréna, Suréna, Corneille, acte I, scène 3 & acte II, scène 2, soirée littéraire du 6 juin 1941
143. La Vigne et la maison, Alphonse de Lamartine, 9 mars 1942
144. Le Roi Claudius, Hamlet, William Shakespeare - Guy de Pourtalès, mise en scène Charles Granval, 19 avril 1942
145. Le Marquis de Presles, Le Gendre de Monsieur Poirier, Émile Augier et Jules Sandeau, 27 septembre 1942
146. Ernsteins, L'Autre danger, Maurice Donnay, 15 octobre 1942
147. Thésée, Phèdre, Racine, mise en scène Jean-Louis Barrault, 12 novembre 1942-1957 (94 fois)
148. Egas Coelho, La Reine morte, Henry de Montherlant, mise en scène Pierre Dux, 8 décembre 1942
149. Metternich, L'Aiglon, Edmond Rostand (pièce répétée mais dont la représentation a été interdite par les autorités d'occupation)
150. Renaud, Renaud et Armide, Jean Cocteau, mise en scène Jean Cocteau, 13 avril 1943
151. Orode, Suréna, Corneille, mise en scène Maurice Escande, 23 septembre 1943 ; reprise 6 juin 1955-28 juin 1956 (27 fois)
152. Monsieur de Virelade, Les Mal-aimés, François Mauriac, mise en scène Jean-Louis Barrault, 21 avril 1945
153. Agrippa, Antoine et Cléopâtre, William Shakespeare - André Gide, mise en scène Jean-Louis Barrault, 30 avril 1945
154. Fritz Kobus, L'Ami Fritz, Erckmann-Chatrian, 19 septembre 1945 ; reprise 19 mai 1948
155. Orgon, Le Jeu de l'amour et du hasard, Marivaux, 4 février 1946
156. Marquis Stéfani, Bettine, Alfred de Musset, 26 février 1948
157. Le Roi de Castille, Le Prince travesti, Marivaux, 4 février 1949
158. Cyrano de Bergerac, Cyrano de Bergerac, Edmond Rostand, mise en scène Pierre Dux, 16 février 1949 au 30 avril 1952 = 45 fois
159. le Roi, Le Roi, Robert de Flers, Gaston Arman de Caillavet et Emmanuel Arène, mise en scène Jacques Charon, 26 juin 1949
160. Dom Juan, Jeanne la Folle, François Aman-Jean, mise en scène Jean Meyer, Comédie-Française au Théâtre de l'Odéon, 26 octobre 1949
161. Marquis de Langeloer, La Belle Aventure, Robert de Flers, Gaston Arman de Caillavet et Emmanuel Arène, 28 janvier 1951
162. Auguste, Cinna ou la clémence d'Auguste, Pierre Corneille, mise en scène Maurice Escande, 4 octobre 1951
163. le duc, Comme il vous plaira, William Shakespeare - Jules Supervielle, mise en scène Jacques Charon, 6 décembre 1951
164. Le Comte Almaviva, Le Mariage de Figaro, Beaumarchais, mise en scène Jean Meyer, São Paulo, 9 juin 1952
165. Armand, Les Temps difficiles, Édouard Bourdet, mise en scène Pierre Dux, São Paulo, 11 juin 1952
166. le Roi Ferrante, La Reine morte, Henry de Montherlant, mise en scène Pierre Dux, São Paulo, 13 juin 1952
167. Don Fernand, Le Cid, Pierre Corneille, mise en scène Julien Bertheau, Comédie-Française salle Richelieu, 21 novembre 1952
168. Guillaume Suarez, La Vérité est morte, Emmanuel Roblès, mise en scène Jean Marchat, 25 novembre 1953
169. Polyeucte, Polyeucte, Corneille, 9 juillet 1953 ; Bergerac, 11 juillet 1953 (2 fois)
170. Okéanos, Prométhée enchaîné, Eschyle - Jean de Beer, mise en scène Julien Bertheau, Festival de Lyon Charbonnières, 18 au 21 juin 1954
171. Ariste, L'École des maris, Molière, mise en scène Jean Meyer, 20 octobre 1954
172. Marius, Le Pavillon des enfants, Jean Sarment, mise en scène Julien Bertheau, 24 mai 1955
173. Ariste, Les Femmes savantes, Molière, mise en scène Jean Meyer, 15 janvier 1956
174. le marquis de Thonnereins, Le Demi-monde, Alexandre Dumas fils, mise en scène Maurice Escande, 3 octobre 1956
175. Cominius, Coriolan, William Shakespeare - René-Louis Piachaud, mise en scène Jean Meyer, 21 novembre 1956
176. Acaste, Polydora, André Gillois, 27 février 1957, Comédie-Française au Théâtre de l'Odéon
177. le duc Laerte, À quoi rêvent les jeunes filles, Alfred de Musset, 16 décembre 1958
178. Chrysale, Les Femmes savantes, Molière, 30 mai 1959 en tournée officielle à Rio de Janeiro ; première fois à Paris, le 4 octobre 1959
179. M. Beaumont de Péréfixe, archevêque de Paris, Port-Royal, Henry de Montherlant, 1er juin 1959 en tournée officielle à Rio de Janeiro ; première fois à Paris le 9 décembre 1959

- Soirées littéraires :
  - La dernière journée de Molière (d'après Grimarest), 20 octobre 1956
  - Élégie aux nymphes de Vaux (La Fontaine), 10 décembre 1956
  - Les « Vous » et les « Tu », En qualité d’historien et Lettre à un Genevois (Voltaire), Les Victoires de Voltaire, 18 février 1957
  - Adolphe, extraits de Mon père avait raison, Sacha Guitry, 3 juin 1959 en tournée officielle à Rio de Janeiro.

### Metteur en scène
- 1939 : Le Jeu de l'amour et du hasard de Marivaux
- 1942 : Un caprice d'Alfred de Musset
- 1943 : Suréna de Corneille
- 1946 : Le Jeu de l'amour et du hasard et L'Épreuve de Marivaux
- 1949 : Bérénice de Jean Racine
- 1954 : On ne badine pas avec l'amour d'Alfred de Musset
- 1956 : Bérénice de Jean Racine
- 1960 : Phèdre de Jean Racine
- 1961 : Les Mœurs du temps de Bernard-Joseph Saurin

### Hors Comédie-Française

#### Comédien
- 1917 : L'Affaire des poisons de Victorien Sardou, Théâtre de l'Odéon
- 1926 : Une revue 1830-1930 revue de Maurice Donnay et Henri Duvernois, musique Reynaldo Hahn, Théâtre de la Porte-Saint-Martin
- 1927 : L'Enlèvement de Paul Armont et Marcel Gerbidon, Théâtre de la Michodière
- 1929 : Le Dernier Tzar de Maurice Rostand, mise en scène Émile Couvelaine, Théâtre de la Porte-Saint-Martin
- 1930 : Miss France de Georges Berr et Louis Verneuil, Théâtre Édouard VII
- 1931 : Le Roi masqué de Jules Romains, mise en scène Louis Jouvet, Théâtre Pigalle
- 1931 : Judith de Jean Giraudoux, mise en scène Louis Jouvet, Théâtre Pigalle
- 1932 : Hector d'Henri Decoin, Théâtre de l'Apollo
- 1932 : Andromaque de Racine, Théâtre Antoine
- 1933 : Le Paradis perdu de Paul Gavault, Théâtre de l'Athénée
- 1946 : Le Burlador de Suzanne Lilar, mise en scène Louis Ducreux, Théâtre Saint-Georges
- 1958 : Polyeucte de Corneille, mise en scène Jean Serge, Festival Corneille Barentin
- 1962 : Œdipe roi de Jean Cocteau, mise en scène Louis Erlo, Théâtre antique de Lyon
- 1967 : On ne badine pas avec l'amour d'Alfred de Musset, mise en scène Jean Darnel, Festival d'Art dramatique Saint-Malo
- 1967 : Britannicus de Racine, mise en scène Jean Darnel, Théâtre de la Nature Saint-Jean-de-Luz
- 1968 : Britannicus de Racine, mise en scène Maurice Escande, Théâtre antique d'Arles
- 1971 : Lorenzaccio d'Alfred de Musset, mise en scène Jean Meyer, Odéon antique

#### Metteur en scène
- 1945 : À l'approche d'un soir du monde de Fabien Reignier, mise en scène avec Jacques-Henri Duval, Théâtre Saint-Georges
- 1950 : Les Démoniaques de Michel Durafour, Théâtre du Vieux-Colombier
- 1968 : Britannicus de Racine, Théâtre antique d'Arles

## Filmographie
- 1917 : Un vol étrange de Henri Desfontaines
- 1918 : Simone de Camille de Morlhon
- 1921 : L'Essor de Charles Burguet
- 1921 : Les deux soldats de Jean Hervé
- 1921 : La Ferme du Choquart de Jean Kemm
- 1921 : Mademoiselle de La Seiglière de André Antoine
- 1921 : Les Trois Lys de Henri Desfontaines
- 1921 : Fromont jeune et Risler aîné de Henry Krauss
- 1922 : Molière, sa vie, son œuvre de Jacques de Féraudy
- 1923 : Nantas de E.B Donatien
- 1923 : Un gentleman neurasthénique de Henri Brasier et Emile Poncet
- 1925 : La Damnation de Faust de Stéphane Passet et Victor Charpentier
- 1931 : La Chance de René Guissart
- 1932 : Chassé-croisé de Maurice Diamant-Berger - (court métrage)
- 1932 : Totoche et compagnie - (court métrage)
- 1932 : Embrassez-moi de Léon Mathot : Gaston
- 1933 : Les Trois Mousquetaires d'Henri Diamant-Berger : Buckingham
- 1933 : Le Gendre de Monsieur Poirier de Marcel Pagnol : Hector de Montmeyran
- 1933 : Son Altesse Impériale de Jean Bernard-Derosne et Victor Janson : Le comte Symoff
- 1934 : Un soir à la Comédie-Française de Léonce Perret - (court métrage)
- 1935 : Le parapluie de Monsieur Bec de Robert Péguy - (court métrage)
- 1935 : Le collier du grand duc de Robert Péguy - (court métrage)
- 1935 : Le Domino vert d'Henri Decoin et Herbert Selpin : Henri Bruquier, le critique d'art
- 1935 : Dora Nelson de René Guissart : Santini
- 1935 : Les Époux scandaleux de Georges Lacombe : Desbonnières
- 1935 : Jeunes Filles à marier de Jean Vallée
- 1935 : Lucrèce Borgia de Abel Gance : Jean Borgia, Duc de Gandie
- 1936 : Tout va très bien madame la marquise d'Henry Wulschleger : le marquis des Esnards
- 1936 : La Garçonne de Jean de Limur : Lucien Vigneret
- 1936 : Les Demi-vierges de Pierre Caron
- 1936 : Les Deux Gamines de René Hervil et Maurice Champreux : Pierre Manin
- 1936 : Sept hommes...une femme d'Yves Mirande
- 1936 : Les Deux Gosses de Fernand Rivers
- 1936 : Les Petites Alliées de Jean Dréville
- 1937 : Le Messager de Raymond Rouleau : Géo
- 1937 : Cinderella de Pierre Caron : Gilbert
- 1937 : La Danseuse rouge de Jean-Paul Paulin : Ursac
- 1937 : Liberté de Jean Kemm : Auguste Bartholdi
- 1938 : Café de Paris de Yves Mirande : Le marquis de Perelli
- 1938 : La Marseillaise de Jean Renoir : Le seigneur du village
- 1939 : La Belle Revanche de Paul Mesnier
- 1940 : Moulin Rouge d'André Hugon : Colorado
- 1940 : Paris-New York d'Yves Mirande : Conrad
- 1941 : Madame Sans-Gêne de Roger Richebé : Neipperg
- 1941 : Le Diamant noir de Jean Delannoy : Guy de Fresnoy
- 1942 : Étoiles de demain de René Guy-Grand - (court métrage)
- 1942 : Patricia de Paul Mesnier : André Vernon
- 1942 : La Femme que j'ai le plus aimée de Robert Vernay : Gaëtan
- 1943 : Le Capitaine Fracasse de Abel Gance : Le marquis des Bruyères
- 1944 : La Vie de plaisir d'Albert Valentin : Monsieur de Boieldieu
- 1945 : Bifur 3 de Maurice Cam : Alvarez
- 1945 : Échec au roy de Jean-Paul Paulin : Louis XIV
- 1945 : Le Père Goriot de Robert Vernay : Monsieur de Restaud
- 1945 : Farandole d'André Zwobada : Le procureur
- 1946 : L'Affaire du collier de la reine de Marcel L'Herbier : Le cardinal de Rohan
- 1946 : Le Capitan de Robert Vernay : Le prince de Condé
- 1947 : Hyménée d'Émile Couzinet : Pierre Vairon
- 1948 : Le Diable boiteux de Sacha Guitry : Randall
- 1948 : D'homme à hommes de Christian-Jaque : Jérôme de Lormel
- 1948 : La Renégate de Jacques Séverac : Tahmar
- 1949 : Monseigneur de Roger Richebé : Le duc de Saint Germain
- 1950 : Amour et compagnie de Gilles Grangier : M. Lecourtois
- 1951 : Coq en pâte de Carlo Felice Tavano : Me Jacques Lion
- 1951 : L'Étrange Madame X de Jean Grémillon : Jacques Voisin-Larive
- 1952 : Buridan, héros de la Tour de Nesle d'Émile Couzinet
- 1953 : La Dame aux camélias de Raymond Bernard : Le duc
- 1953 : Des quintuplés au pensionnat de René Jayet : Le Comte
- 1955 : Napoléon de Sacha Guitry : Louis XV (non crédité)
- 1955 : Le Fils de Caroline Chérie de Jean-Devaivre (non crédité)
- 1956 : Si Paris nous était conté de Sacha Guitry : Le baron de Grimm
- 1960 : Antigone (téléfilm) de Jean Vernier : L'archevêque de Paris
- 1963 : Les Animaux de Frédéric Rossif - (narrateur)
- 1964 : Comment épouser un premier ministre de Michel Boisrond : Grandbourg
- 1966 : Martin soldat de Michel Deville : Le président du jury pour la Comédie-Française
- 1970 : Le Cinéma de papa de Claude Berri : Le metteur en scène

## Distinctions
- Grand officier de l'ordre national du Mérite (1968)[4]